# Sniper Alley

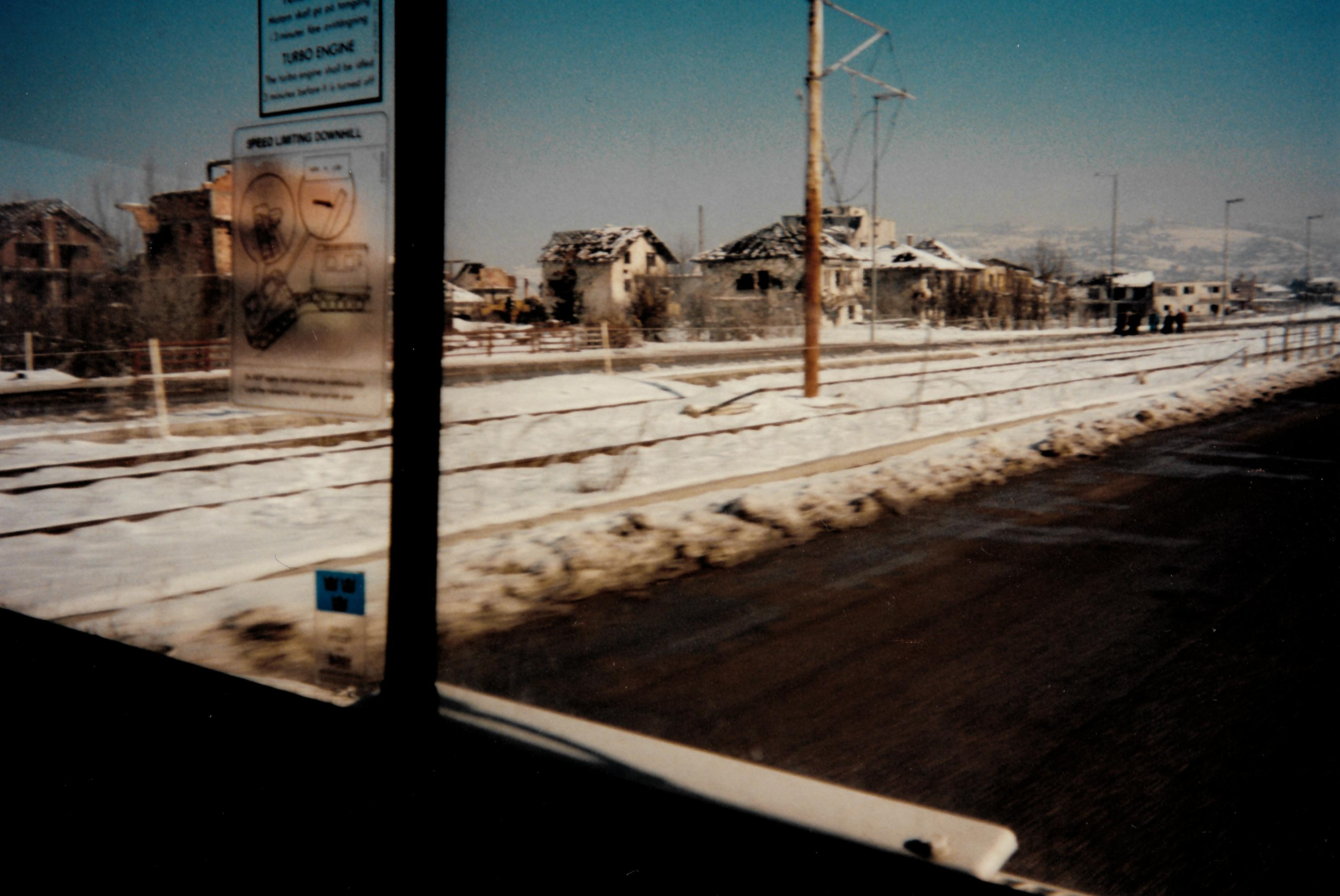
Sniper Alley em 1996, visto de um veículo da IFOR.

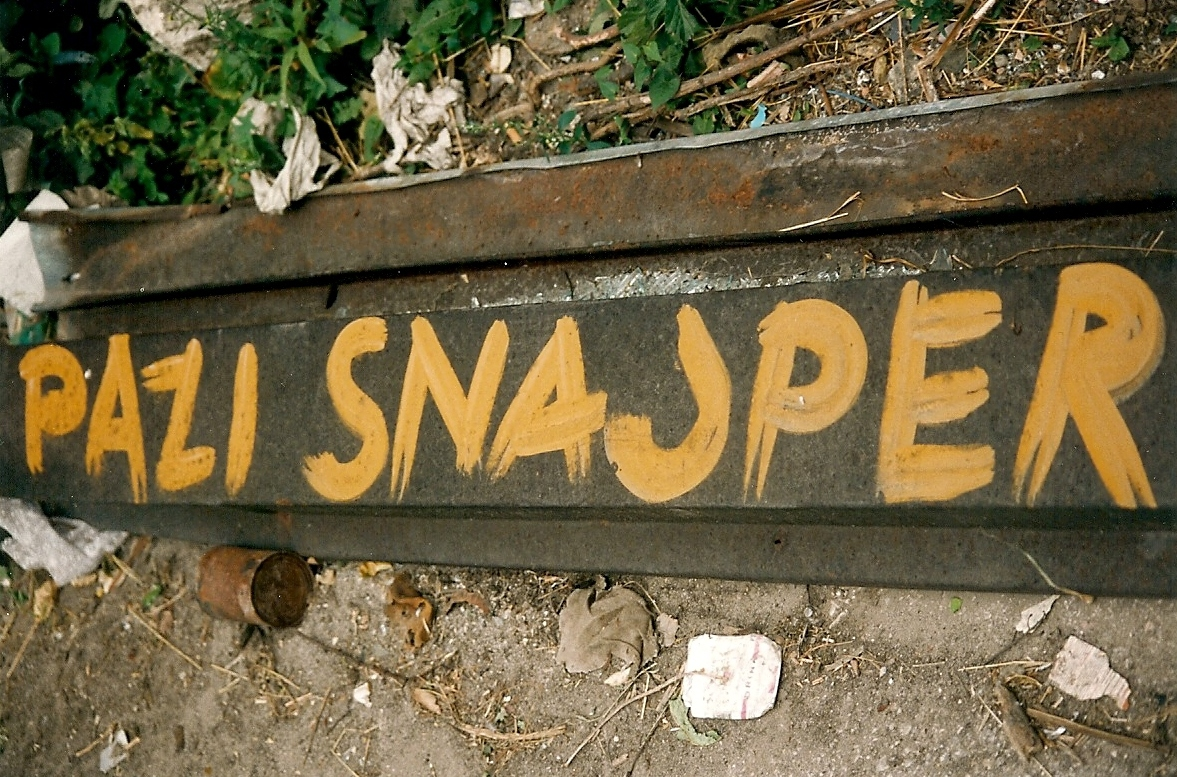
Sinal de aviso pintado à mão: "Cuidado - Sniper".

"Sniper Alley" (em servo-croata e bósnio: Snajperska aleja / Снајперска алеја, em português: Beco dos Snipers) era o nome informal principalmente para ruas como Ulica Zmaja od Bosne (Rua Dragão da Bósnia) e Meša Selimović Boulevard, a principal avenida em Sarajevo que durante a Guerra da Bósnia foi alinhada com postos de atiradores de elite sérvios e tornou-se infame como um lugar perigoso para os civis atravessarem. A estrada liga a parte industrial da cidade (e mais adiante, o Aeroporto de Sarajevo) aos locais culturais e históricos da Cidade Velha. A própria avenida tem muitos arranha-céus que dão aos atiradores extensos campos de tiro.
As montanhas ao redor da cidade também foram usadas para posições de snipers, proporcionando uma distância segura e uma excelente visão da cidade e seu tráfego. Embora a cidade estivesse sob constante cerco sérvio, seu povo ainda tinha que se deslocar pela cidade para sobreviver, arriscando assim rotineiramente suas vidas. Placas com os dizeres "Pazi – Snajper!" ("Cuidado - Sniper!") tornou-se comum. As pessoas corriam rapidamente pela rua ou esperavam pelos veículos blindados das Nações Unidas e caminhavam atrás deles, usando-os como escudos protetores. Segundo dados coletados em 1995, os atiradores feriram 1.030 pessoas e mataram 225 - 60 das quais eram crianças.

## Na cultura popular

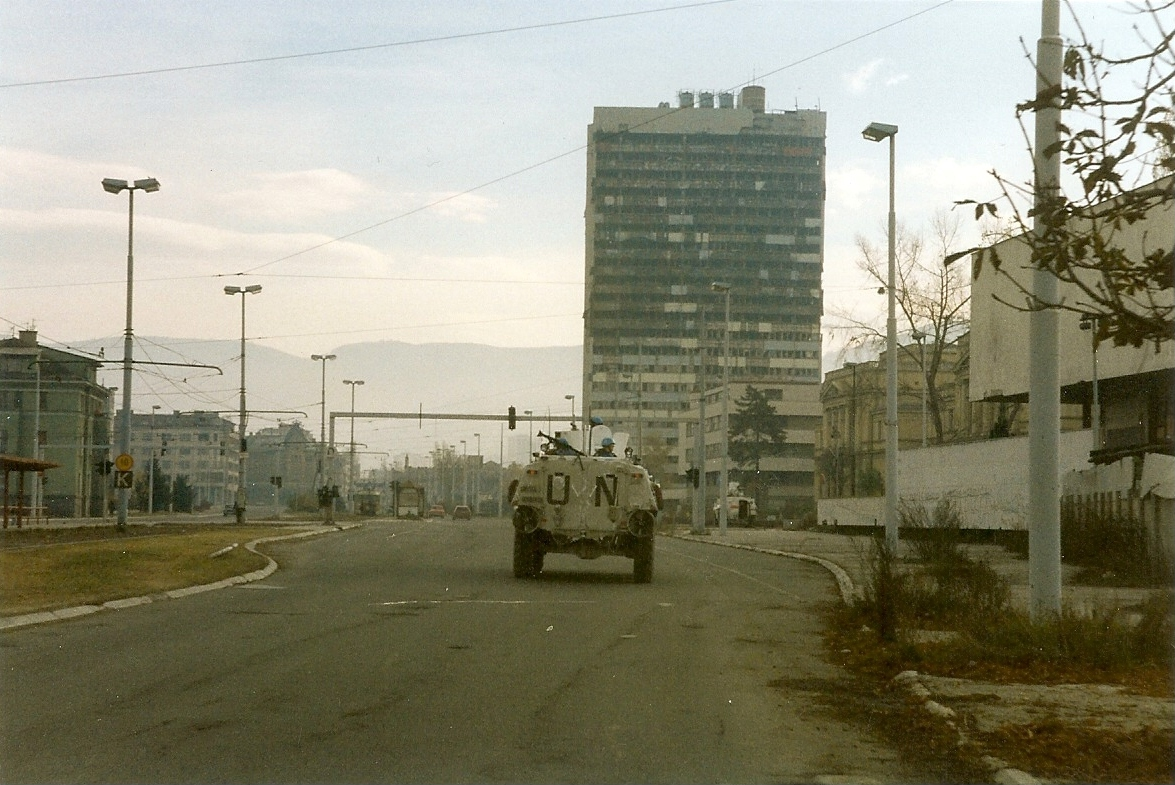
Blindado norueguês no "Sniper Alley" em Sarajevo, dezembro de 1995.

- Blindado norueguês no "Sniper Alley" em Sarajevo, dezembro de 1995.O Sniper Alley foi retratado ficcionalmente no filme O Pacificador, estrelando George Clooney e Nicole Kidman.
- A rua aparece no livro de Joe Kubert, Fax from Sarajevo, onde é descrita como um corredor polonês.
- O filme de guerra de 1997, Welcome to Sarajevo, do diretor Michael Winterbottom, inclui várias cenas e filmagens reais de atiradores de elite assediando residentes da cidade sitiada.
- O filme para televisão de 1998, Shot Through the Heart, produzido pela HBO, retrata a história de dois amigos de longa data e atiradores experientes, que acabam em lados opostos durante o cerco de Sarajevo.
- Enki Bilal a retratou na história em quadrinhos Le Sommeil du monstre .
- O documentário de 2008, Shooting Robert King, inclui uma cena em que King menciona que ficou no meio do Sniper Alley tirando fotos sem saber onde estava.
- No videogame This War of Mine de 2014, a Sniper Junction (Junção dos Snipers) é um local baseado no Sniper Alley, onde os jogadores devem correr em terreno aberto para evitar o fogo de snipers disparando de um hotel. O jogo em si é fictício, mas é uma história baseada na Guerra da Bósnia em Sarajevo.